# Al Hirschfeld Theatre
Pour les articles homonymes, voir Hirschfeld.
Le Al Hirschfeld Theatre, appelé à l'origine le Martin Beck Theatre est un théâtre de Broadway situé au 302 West 45 Street dans le centre de Manhattan (New York). Le Al Hirschfeld est l'un des cinq théâtres détenus et exploités par Jujamcyn Theatres et l'actuel président Jordan Roth. Il a une capacité de 1 424 places assises.

## Histoire
Dessiné par l'architecte G. Albert Lansburgh pour le producteur de vaudevilles Martin Beck, il ouvrit ses portes sous le nom de Martin Beck Theatre le 11 novembre 1924, avec la pièce Madame Pompadour. Il a été conçu pour être le théâtre le plus opulent de son époque et possède une riche collection de costumes pour environ 200 comédiens. La décoration intérieure est l’œuvre d'Albert Herter.
Initialement détenu par la famille Beck, le théâtre a été acheté en 1965 par William L. McKnight de Jujamcyn Theatres. Le 21 juin 2003, il a été renommé Al Hirschfeld Theatre en l'honneur du caricaturiste Al Hirschfeld, célèbre pour ses dessins de stars de Broadway. Il a rouvert le 23 novembre 2003, avec une reprise de la comédie musicale Wonderful Town.

## Architecture

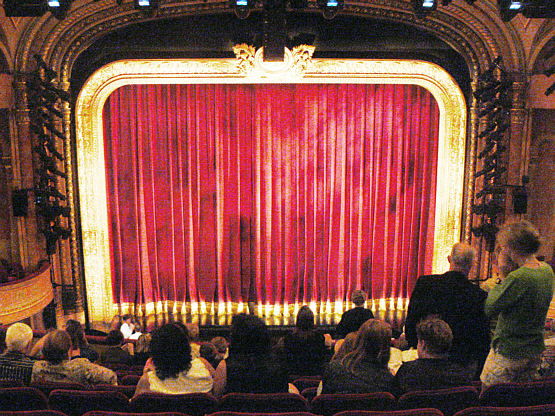
Scène et rideau de scène

Lansburgh a conçu le théâtre dans un style architectural byzantin et mauresque. Un grand front de rue à arcades sur toute la longueur de la façade rappelant un movie palace (en) et un grand chapiteau sur le toit donne au théâtre un aspect distinctif, à l'ouest du côté de la Huitième avenue de la 45e rue. 
L'auditorium accueille les 1 424 spectateurs sur deux niveaux, avec un orchestre en pente et une mezzanine étendue, le tout sous un dôme peint.
L'intérieur et l'extérieur du théâtre ont été nommés New York City landmarks par la commission de conservation des monuments de la ville de New York en 1987.

## Productions notables
- 1934 : The Pirates of Penzance, H.M.S. Pinafore, The Mikado
- 1934 : Roméo et Juliette
- 1935 : Winterset
- 1936 et 1939 : Seasons of Gilbert et Sullivan
- 1937 : High Tor
- 1939 : Ladies and Gentlemen
- 1940 : Cabin in the Sky
- 1941 : Watch on the Rhine
- 1942 : My Sister Eileen (en)
- 1943 : The Corn is GreenThe Wedding Singer à l'affiche en mars 2006.
- 1945 : On the Town
- 1946 : The Iceman Cometh
- 1947 : Antony and Cleopatra
- 1951 : The Rose Tattoo
- 1953 : The Crucible

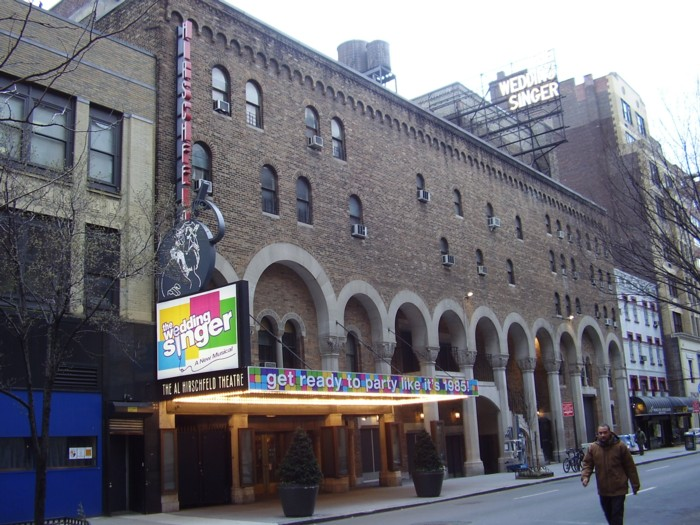
The Wedding Singer à l'affiche en mars 2006.

- 1953 : The Teahouse of the August Moon
- 1956 : Candide
- 1959 : Sweet Bird of Youth (en)
- 1960 : Bye Bye Birdie
- 1961 : Milk and Honey; The Happiest Girl in the World
- 1964 : I Had a Ball
- 1965 : Oliver!
- 1966 : A Delicate Balance
- 1967 : Hallelujah, Baby!
- 1968 : Man of La Mancha Curtains à l'affiche en mai 2007.
- 1977 : Dracula
- 1979 : Bent
- 1980 : Onward Victoria
- 1981 : The Little Foxes
- 1984 : The Rink
- 1987 : Into the Woods
- 1989 : Grand Hotel
- 1992 : Guys and Dolls
- 1995 : Moon Over Buffalo
- 1997 : Annie
- 1998 : The Sound of Music
- 1999 : Kiss Me, Kate
- 2002 : Man of La Mancha
- 2003 : Wonderful Town
- 2005 : Sweet Charity

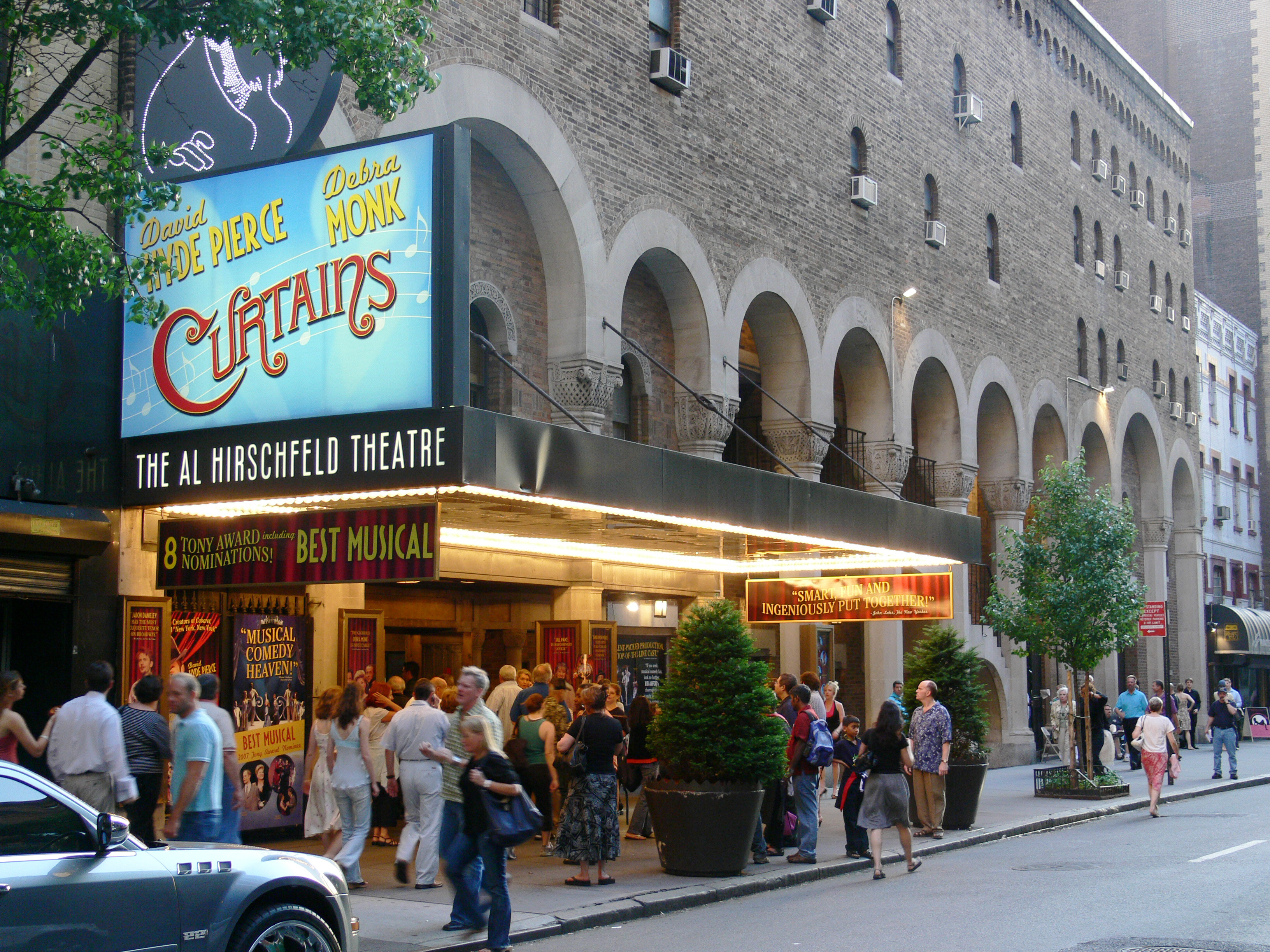
Curtains à l'affiche en mai 2007.

- 2006 : The Wedding SingerKinky Boots avec Cyndi Lauper en avril 2013.
- 2007 : Curtains
- 2008 : A Tale of Two Cities
- 2009 : Hair
- 2010 : Elf the Musical

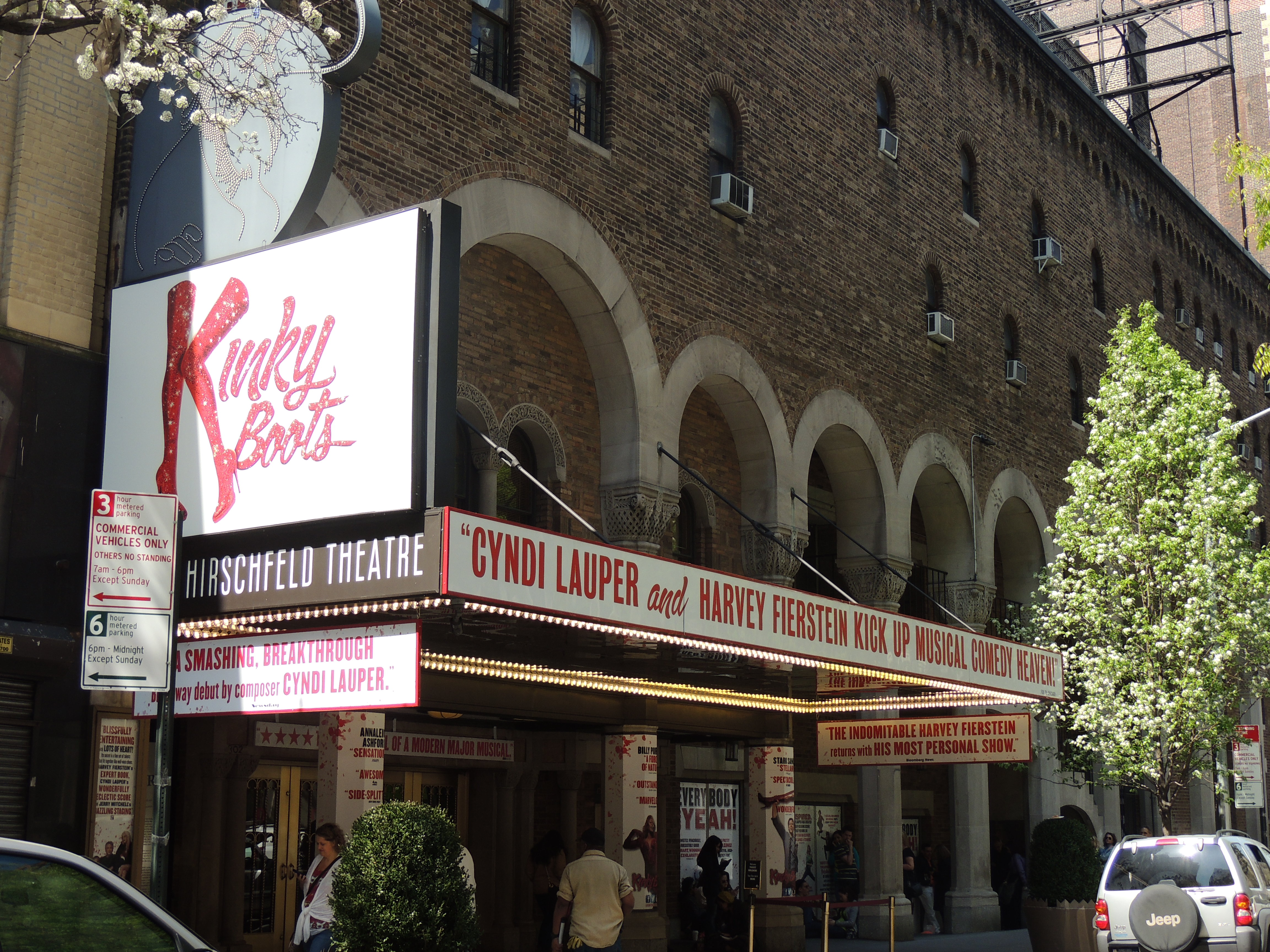
Kinky Boots avec Cyndi Lauper en avril 2013.

- 2011 : How to Succeed in Business Without Really Trying avec Daniel Radcliffe (Première 27 mars 2011)
- 2012 : Fela! (9 juillet au 4 août 2012)
- 2012 : Elf the Musical (9 novembre 2012 au 6 janvier 2013)
- 2013 : Kinky Boots (Previews à partir du 5 mars 2013 ; Première le 4 avril 2013)
- 2019 : Moulin Rouge!